# Gemma Forsyth
Gemma Forsyth (Gold Coast, 6 febbraio 1989) è un'attrice australiana, nota per il ruolo di Evie McLaren nella serie televisiva Mako Mermaids - Vita da tritone.

## Filmografia

### Cinema
- Blown, regia di Rebecca Elise Lamb – cortometraggio (2012)
- Project: One Shot, regia di Darwin Brooks – cortometraggio (2014)
- Phrogging, regia di Stephen Simmons e Todd Leigh – cortometraggio (2014)

### Televisione
- The Sleepover Club – serie TV, episodio 1x20 (2003)
- Perché a me? (Mortified) – serie TV, episodio 1x11 (2006)
- H2O (H2O: Just Add Water) – serie TV, episodio 3x20 (2010)
- Sea Patrol – serie TV, episodio 5x01 (2011)
- Slide – serie TV, episodio 1x01 (2011)
- Una fatale luna di miele (Fatal Honeymoon), regia di Nadia Tass – film TV (2012)
- Mako Mermaids - Vita da tritone (Mako Mermaids) – serie TV, 64 episodi (2013-2016)
- Dirty, Clean, & Inbetween, regia di Tom McSweeney – film TV (2017)

## Doppiatrici italiane
Nelle versioni in italiano dei suoi film, Gemma Forsyth è doppiata da:
- Michela Alborghetti in H2O.
- Valentina Favazza in Una fatale luna di miele.
- Chiara Oliviero in Mako Mermaids - Vita da tritone.